# Carlo Galli (calciatore)
Giancarlo Galli, detto Carlo (Montecatini Terme, 6 marzo 1931 – Roma, 6 novembre 2022), è stato un calciatore e dirigente sportivo italiano, di ruolo attaccante.

## Biografia
Prima di iniziare la carriera era addetto agli ascensori in un albergo di Montecatini.
Quando passò alla Roma, sposò la figlia del prof. Gaetano Zappalà, luminare degli interventi al menisco. Anche suo zio Remo è stato un calciatore.
Viveva a Roma, nel quartiere di Collina Fleming, dove è morto il 6 novembre 2022 a 91 anni.

## Caratteristiche tecniche
Era molto forte nel gioco aereo e nelle giocate in acrobazia, a sottolineare la foga agonistica che metteva in luce in partita. Nonostante il fisico esile e slanciato, era dotato di una buona velocità, che utilizzava principalmente per anticipare i difensori in area ed arrivare per primo a colpire la palla.

## Carriera

### Giocatore

#### Club
Dopo essersi formato calcisticamente nel Montecatini, la carriera agonistica di Carlo Galli rimane legata a filo doppio a quella del tecnico Giuseppe Gipo Viani. Incontra il futuro CT della Nazionale a Lucca nel 1949 e nell'estate dello stesso anno con il passaggio di Viani alla panchina del Palermo, Galli viene ingaggiato dai rosanero dal Cascina. Malgrado la sua statura è però dotato nel gioco aereo e qui l'apporto di Viani è stato determinante. Riesce a farne un centravanti che sfrutta al meglio le sue caratteristiche, tanto da essere soprannominato testina d'oro e l'8 dicembre 1949 arriva l'esordio in Serie A. Il 18 dicembre (Palermo Lazio 2-1) realizza i suoi primi goal in Serie A. Chiude la sua prima stagione in massima serie con 8 goal. 
Il 5 novembre 1950 (Palermo Pro Patria 8-0)  realizza quattro goal.

Galli (a sinistra) e Helge Bronée, attaccanti della Roma nel 1953.

Dopo due stagioni, la coppia Viani-Galli si trasferisce alla Roma che, retrocessa in serie B, cerca l'immediata risalita, puntando sui giovani e con l'altro acquisto, Lorenzo Bettini, forma un nuovo reparto offensivo. La Roma vince il campionato di serie B del 1951-1952 e Galli è il miglior realizzatore giallorosso con 13 reti.

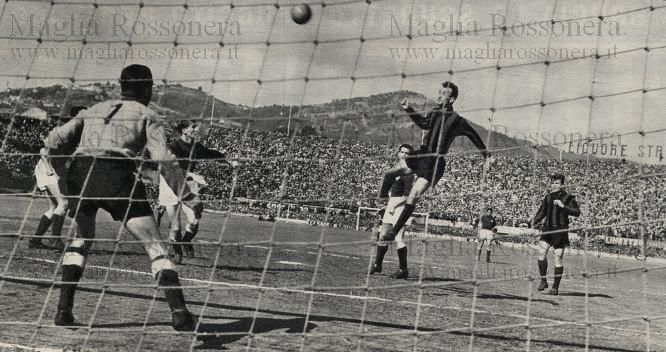
Galli in azione con la maglia rossonera in Fiorentina-Milan 1-3 del 12 aprile 1959

La stagione successiva, mentre Viani ritorna in A accettando la panchina del Bologna che si è salvato soltanto per un punto, Galli decide di risalire nella massima serie restando a Roma. Veste il giallorosso fino al 1956 quando uno scambio con Gunnar Nordahl lo porta a vestire la maglia rossonera, dove ritrova Viani. A Milano resta un quinquennio, collezionando in serie A 112 presenze, segnando 47 reti e conquistando due scudetti (1956-1957 e 1958-1959). In fase realizzativa sono da ricordare le 5 reti segnate contro la Lazio nella vittoria dei rossoneri per 6-1 del 13 aprile 1958, che costituiscono tuttora il primato di reti segnate da un giocatore del Milan in una singola partita di Serie A.
Seguì una breve esperienza nell'Udinese con cui gioca 8 partite fino al mese di novembre del 1961, quando passa al Genoa, squadra con cui ottiene la vittoria del campionato di Serie B 1961-1962 e la Coppa delle Alpi 1964. Chiude la carriera professionistica in massima serie a Roma, stavolta sponda Lazio, rimanendoci fino al 1966.

#### Nazionale

Galli in maglia azzurra

Galli ha militato nella nazionale militare di calcio dell'Italia e nell'Italia B. Con l'Italia B vince l'edizione 1950-1953 della Coppa del Mediterraneo.
Con la Nazionale maggiore colleziona 13 partite e 5 reti partecipando anche ai Mondiali in Svizzera. Da ricordare anche le 4 presenze e 2 reti nella Nazionale B, 3 presenze e 3 reti invece con la Giovanile. Gioca anche una gara con la Nazionale B il giorno 11 dicembre 1953 a Istanbul contro la rappresentativa maggiore turca, gara vinta dagli azzurri 1-0 grazie ad una sua rete.

### Dirigente sportivo
Appesi gli scarpini al chiodo, Galli viene nominato direttore sportivo della Lazio fino alla stagione 1970-1971. Opera principalmente come talent scout.
In seguito apre un'agenzia ippica insieme a Nello Governato e Ferruccio Mazzola, ed una sala corse a Montecatini Terme.

## Statistiche

### Presenze e reti nei club[1]
| Stagione        | Squadra         | Campionato      | Campionato | Campionato | Coppe nazionali | Coppe nazionali | Coppe nazionali | Coppe continentali | Coppe continentali | Coppe continentali | Altre coppe | Altre coppe | Altre coppe | Totale | Totale |
| Stagione        | Squadra         | Comp            | Pres       | Reti       | Comp            | Pres            | Reti            | Comp               | Pres               | Reti               | Comp        | Pres        | Reti        | Pres   | Reti   |
| --------------- | --------------- | --------------- | ---------- | ---------- | --------------- | --------------- | --------------- | ------------------ | ------------------ | ------------------ | ----------- | ----------- | ----------- | ------ | ------ |
| 1949-1950       | Palermo         | A               | 21         | 8          | -               | -               | -               | -                  | -                  | -                  | -           | -           | -           | 21     | 8      |
| 1950-1951       | Palermo         | A               | 24         | 8          | -               | -               | -               | -                  | -                  | -                  | -           | -           | -           | 24     | 8      |
| Totale Palermo  | Totale Palermo  | Totale Palermo  | 45         | 16         |                 | -               | -               |                    | -                  | -                  |             | -           | -           | 45     | 16     |
| 1951-1952       | Roma            | B               | 29         | 12         | -               | -               | -               | -                  | -                  | -                  | -           | -           | -           | 29     | 12     |
| 1952-1953       | Roma            | A               | 25         | 14         | -               | -               | -               | -                  | -                  | -                  | -           | -           | -           | 25     | 14     |
| 1953-1954       | Roma            | A               | 20         | 8          | -               | -               | -               | -                  | -                  | -                  | -           | -           | -           | 20     | 8      |
| 1954-1955       | Roma            | A               | 29         | 12         | -               | -               | -               | CM                 | 2                  | 3                  | -           | -           | -           | 31     | 15     |
| 1955-1956       | Roma            | A               | 20         | 6          | -               | -               | -               | -                  | -                  | -                  | -           | -           | -           | 20     | 6      |
| Totale Roma     | Totale Roma     | Totale Roma     | 123        | 52         |                 | -               | -               |                    | 2                  | 3                  |             | -           | -           | 125    | 55     |
| 1956-1957       | Milan           | A               | 23         | 14         | -               | -               | -               | -                  | -                  | -                  | -           | -           | -           | 23     | 14     |
| 1957-1958       | Milan           | A               | 14         | 12         | CI              | 5               | 6               | CC                 | 3                  | 3                  | -           | -           | -           | 22     | 21     |
| 1958-1959       | Milan           | A               | 30         | 11         | -               | -               | -               | -                  | -                  | -                  | CA          | 1           | 0           | 31     | 11     |
| 1959-1960       | Milan           | A               | 25         | 6          | -               | -               | -               | CC                 | 2                  | 0                  | CA          | 2           | 0           | 29     | 6      |
| 1960-1961       | Milan           | A               | 20         | 4          | CI              | 2               | 1               | -                  | -                  | -                  | CA          | 1           | 0           | 23     | 5      |
| Totale Milan    | Totale Milan    | Totale Milan    | 112        | 47         |                 | 7               | 7               |                    | 5                  | 3                  |             | 4           | 0           | 128    | 57     |
| ago.-nov. 1961  | Udinese         | A               | 8          | 0          | CI              | 1               | 0               | -                  | -                  | -                  | -           | -           | -           | 9      | 0      |
| nov. 1961-1962  | Genoa           | B               | 15         | 4          | -               | -               | -               | -                  | -                  | -                  | -           | -           | -           | 15     | 4      |
| 1962-1963       | Genoa           | A               | 8          | 3          | CI              | 4               | 2               | -                  | -                  | -                  | -           | -           | -           | 12     | 5      |
| Totale Genoa    | Totale Genoa    | Totale Genoa    | 23         | 7          |                 | 4               | 2               |                    | -                  | -                  |             | -           | -           | 27     | 9      |
| 1963-1964       | Lazio           | A               | 23         | 1          | -               | -               | -               | -                  | -                  | -                  | -           | -           | -           | 23     | 1      |
| 1964-1965       | Lazio           | A               | 14         | 3          | -               | -               | -               | -                  | -                  | -                  | -           | -           | -           | 14     | 3      |
| 1965-1966       | Lazio           | A               | 1          | 0          | CI              | 1               | 0               | -                  | -                  | -                  | -           | -           | -           | 2      | 0      |
| Totale Lazio    | Totale Lazio    | Totale Lazio    | 38         | 4          |                 | 1               | 0               |                    | -                  | -                  |             | -           | -           | 39     | 4      |
| Totale carriera | Totale carriera | Totale carriera | 349        | 126        |                 | 13              | 9               |                    | 7                  | 6                  |             | 4           | 0           | 373    | 141    |

### Record
- Maggior numero di gol segnati da un giocatore del Milan in una singola parita di Serie A: 5, in Milan-Lazio 6-1 del 13 aprile 1958.

### Cronologia presenze e reti in nazionale
| Cronologia completa delle presenze e delle reti in nazionale ― Italia | Cronologia completa delle presenze e delle reti in nazionale ― Italia | Cronologia completa delle presenze e delle reti in nazionale ― Italia | Cronologia completa delle presenze e delle reti in nazionale ― Italia | Cronologia completa delle presenze e delle reti in nazionale ― Italia | Cronologia completa delle presenze e delle reti in nazionale ― Italia | Cronologia completa delle presenze e delle reti in nazionale ― Italia | Cronologia completa delle presenze e delle reti in nazionale ― Italia |
| Data                                                                  | Città                                                                 | In casa                                                               | Risultato                                                             | Ospiti                                                                | Competizione                                                          | Reti                                                                  | Note                                                                  |
| --------------------------------------------------------------------- | --------------------------------------------------------------------- | --------------------------------------------------------------------- | --------------------------------------------------------------------- | --------------------------------------------------------------------- | --------------------------------------------------------------------- | --------------------------------------------------------------------- | --------------------------------------------------------------------- |
| 17-5-1953                                                             | Roma                                                                  | Italia                                                                | 0 – 3                                                                 | Ungheria                                                              | Coppa Internazionale                                                  | -                                                                     |                                                                       |
| 11-4-1954                                                             | Parigi                                                                | Francia                                                               | 1 – 3                                                                 | Italia                                                                | Amichevole                                                            | 2                                                                     |                                                                       |
| 17-6-1954                                                             | Losanna                                                               | Svizzera                                                              | 2 – 1                                                                 | Italia                                                                | Mondiali 1954 - 1º turno                                              | -                                                                     |                                                                       |
| 20-6-1954                                                             | Lugano                                                                | Belgio                                                                | 1 – 4                                                                 | Italia                                                                | Mondiali 1954 - 1º turno                                              | 1                                                                     |                                                                       |
| 5-12-1954                                                             | Roma                                                                  | Italia                                                                | 2 – 0                                                                 | Argentina                                                             | Amichevole                                                            | 1                                                                     |                                                                       |
| 16-1-1955                                                             | Bari                                                                  | Italia                                                                | 1 – 0                                                                 | Belgio                                                                | Amichevole                                                            | -                                                                     |                                                                       |
| 30-3-1955                                                             | Stoccarda                                                             | Germania Ovest                                                        | 1 – 2                                                                 | Italia                                                                | Amichevole                                                            | -                                                                     |                                                                       |
| 29-5-1955                                                             | Torino                                                                | Italia                                                                | 0 – 4                                                                 | Jugoslavia                                                            | Coppa Internazionale                                                  | -                                                                     | 39’                                                                   |
| 25-4-1957                                                             | Roma                                                                  | Italia                                                                | 1 – 0                                                                 | Irlanda del Nord                                                      | Qual. Mondiali 1958                                                   | -                                                                     |                                                                       |
| 9-11-1958                                                             | Parigi                                                                | Francia                                                               | 2 – 2                                                                 | Italia                                                                | Amichevole                                                            | -                                                                     |                                                                       |
| 13-12-1958                                                            | Genova                                                                | Italia                                                                | 1 – 1                                                                 | Cecoslovacchia                                                        | Coppa Internazionale                                                  | 1                                                                     |                                                                       |
| 6-5-1959                                                              | Londra                                                                | Inghilterra                                                           | 2 – 2                                                                 | Italia                                                                | Amichevole                                                            | -                                                                     |                                                                       |
| 1-11-1959                                                             | Praga                                                                 | Cecoslovacchia                                                        | 2 – 1                                                                 | Italia                                                                | Coppa Internazionale                                                  | -                                                                     |                                                                       |
| Totale                                                                |                                                                       | Presenze                                                              | 13                                                                    |                                                                       | Reti                                                                  | 5                                                                     |                                                                       |

## Palmarès

### Club

#### Competizioni nazionali
- Campionato italiano di Serie B: 2

Roma: 1951-1952
Genoa: 1961-1962
- Campionato italiano: 2

Milan: 1956-1957, 1958-1959

#### Competizioni internazionali
- Coppa delle Alpi: 2

Genoa: 1962, 1964

### Nazionale
- Coppa del Mediterraneo: 1

1950-1953